# Dave Saunders
David (Dave) Patrick Saunders (ur. 19 października 1960 w Seattle) – amerykański siatkarz, reprezentant Stanów Zjednoczonych. Dwukrotny złoty medalista olimpijski.
Dwukrotnie znajdował się w składzie mistrzów olimpijskich, w Los Angeles i Seulu. Studiował na UCLA.